# 網點

不同圖案的網點。

網點是用於印刷上灰色調的點狀表現，漫畫製作上通常是以網點紙（或稱作網點貼紙）達成此目的。網點紙是一種含花紋，透明的薄貼紙，而該花紋常用點狀花紋構成。雖然名叫網點紙，但亦有印有其他花紋、圖案的款式，主要作用為畫漫畫時用來處理灰色調部分。使用方式是割下將想填滿灰色區域的形狀，再將此貼紙貼到區域上方。網點表面的花紋可用小刀刮除，方便除去填滿區域外的花紋，也可以利用刮除製造金屬反光或其他漸層效果。

## 起源
普通印刷技术只能印出黑色，而遇到需要印制灰色时往往一团糟。由于灰色的印刷效果无法达到令人满意，于是有了网点纸的出现。雖然現今網點紙常用於漫畫製作，然而最初网点纸发明的原因是在建筑设计的绘图上使用。

## 原理
网点纸的点阵是倾斜45度交叉排列的一行行黑点，这样的排列看起来更容易让人忽略并判定为黑色，如果是垂直交错的话则可能会产生反效果而太刺眼。而由於网点纸是通过规律排列的极细均匀黑点来造成人们视觉的错觉，使人觉得这是灰色，因此在使用网点纸时，必须注意正确的角度。

## 特点
网点纸具有线数和灰度两种属性。

### 线数
指一张网点纸在1平方英寸内的对角线上，有多少个点。

### 灰度
为一张网点纸的灰度值，以百分比表示；指示从白过渡到黑有多少个等级。灰度值越大、网点越大，网点纸整体就接近黑色。
渐变网点是没有固定的灰度的，所以一般渐变网点纸上标注的数据是尺寸。

## 种类

### 透明可粘贴的网点纸
网点纸一般可分为2种，最常用的是透明可粘贴的网点纸。这种网点纸除了网点以外完全透明，使用时只需要裁下適合的尺寸，然后直接贴到漫画原稿上，再修正边缘即可。
透明可粘贴网点纸的粘性有强弱之分，一般会标注在纸上，弱粘性的网点纸可以重复粘贴，避免贴错。

### 转印网点纸
转印网点纸类似纹身，只需要在画面上按压，网点纸上的网点就会被印上去。
转印网点纸的准确性要求很高，一般只用于制造某些特殊效果，粘贴的准确性比可粘贴网点纸差。

## 其他種類網點
- 代用網點：需自行塗黏膠（以含水份少的口紅膠為佳），跟網點貼紙比起來較不透明，材質近似描圖紙，價格便宜許多。
- 影印網點：影印出來的網點，不僅需自行塗黏著劑，因為是影印紙，網點完全不透明，較難捕捉填滿區域的形狀。
- 手繪網點：用線條或點畫出來的效果紋，效果的好壞依賴繪者的技巧。
- 數位網點：電腦上使用，方便且成本低。

## 相关内容
- 刮网刀
- 压网刀